# Арсений (Главчич)
Митрополи́т Арсе́ний (серб. Митрополит Арсеније, в миру Миломир Главчич, серб. Миломир Главчић; род. 10 марта 1978, Вршац) — епископ Сербской православной церкви, митрополит Нишский.

## Биография
Родился 10 марта 1978 года в Вршце в семье Богдана и Ружицы, урождённой Ненадович. По линии матери — потомок одного из воевод Первого сербского национально-освободительного восстания против османского владычества (1804—1813) Якова Ненадовича.
Начальную школу окончил во Вршце в 1993 году. По благословению епископа Банатского Хризостома (Столича), поступил в семинарию святого Саввы в Белграде, которую окончил с отличием в 1998 году.
По окончании семинарии, по благословению епископа Хризостома, поступил на Богословский факультет Белградского университета. В во время обучения там два раза (в 1999 и в 2000 году) командировался в Россию для усовершенствования русского языка в Пушкинском институте в Москве.
В 2002 году епископом Банатским Хризостомом назначен на должность Секретаря Епархиального совета и казначеем Банатской епархии. На этой должности остаётся до сентября 2004 года.
Вслед за своим духовным отцом епископом Хризостомом переходит в Жичскую епархию, где в июле 2005 года назначается на должность секретаря епископа.
Одновременно начинает и готовиться к монашеской жизни — как послушник на епископском подворье в монастыре Жича. В сентябре 2005 года окончил на Богословский факультет в Белграде.
В должности секретаря епископа Жичского оставался до октября 2006 года, когда по благословению Архиерейского Синода Сербской православной церкви уехал обучаться в аспирантуру на Богословском факультете Университета Аристотеля в Салониках, где был зачислен в магистратура на кафедре Литургики у профессора Панайотиса Скалциса.
1 августа 2007 года во время обучения пострижен монашество с именем Арсений в монастыре Студеница.
В том же году в день пророка Илии епископом Жичским Хризостомом в монастыре Студеница рукоположён в сан иеродиакона.
15 августа в монастыре Жича епископом Жичским Хризостомом рукоположён в сан иеромонаха, после чего возвратился на учёбу в Салоники.
5 июля 2008 года в монастыре Студеница был возведён в сан архимандрита.
29 ноября 2012 года защитил магистерскую диссертацию на тему: «Типикон Св. Никодима, Архиепископа Сербского» с отличной оценкой.
После освящения нового епископского подворья в Кралеве 15 мая 2011 года, вместе с епископом Жичским Хризостомом, перешёл из монастыря в Жича в Кралево.
После упокоения Епископа Хризостома 18 декабря 2012 года продолжал служить на архиерейском подворье в Кралеве.
17 июля 2013 года присутствовал при встрече Патриарха Московского и всея Руси Кирилла с Патриархом Сербским Иринеем в Патриаршей резиденции Свято-Данилова монастыря.
В феврале 2014 года по предложению администратора Жичской епархии Епископа Шумадийского Иоанна, получает благословение Архиерейского Синода Сербской православной церкви для обучения в докторантуре Богословского факультета Университета Аристотеля в Салониках.
23 мая 2014 года решением Священного Архиерейского Собора избран епископом Топличским, викарием Патриарха Сербского Иринея.
31 августа 2014 года в Соборной церкви Белграда хиротонисан во епископа Топличского. Хиротонию совершили: Патриарх Сербски Ириней, митрополит Верийский и Наусский Пантелеимон (Калпакидис), митрополит Китрийский Георгий (Хрисостому), митрополит Загребако-Люблянский Порфирий (Перич), епископ Бачский Ириней (Булович), епископ Жичский Иустин (Стефанович), епископ Шумадийский Иоанн (Младенович), епископ Рашко-Призренский Феодосий (Шибалич), епископ Австралийский и Новозеландский Ириней (Добриевич), епископ Тимочский Иларион (Голубович), епископ Моравичский Антоний (Пантелич).
24 мая 2017 года решением Архиерейского Собора был назначен на Нишскую кафедру; настолован 13 августа того же года в соборном храме города Ниш
В мае 2024 года по решению Архиерейского собора СПЦ, как епархиальный архиерей носит титул архиепископа и митрополита Нишского.

## Награды
- Сретенский орден II степени (2024 год)[7].